# 2017年茂县山体垮塌
2017年6月24日5时38分55秒，在降雨诱发下中国四川省茂县叠溪镇新磨村突发山体高位垮塌事故，垮塌方量約800万立方米，造成河道堵塞2公里，62户120余人被掩埋，当地已紧急启动Ⅰ级特大型地质灾害险情和灾情应急响应，国务院领导的国家减灾委员会啟動國家二級救災應急響應。2017年8月6日，213国道茂县段发生山体垮塌，道路被中断。

## 灾害情况
事发后经专家确认为高位远程崩滑碎屑流灾害，在茂县新闻应急中心第二场新闻发布会上进一步提出是在降雨诱发高山巨石崩塌，形成带有冲击力的碎屑流带来的突发灾害。垮塌发生在村落东北海拔3400米以上，与村落高差大于1000米的砾石堆。滑坡体约800万立方米，最大落差约1600米，平面滑动距离2.5千米至3千米。截止6月27日新磨村完全被砂石泥土覆盖，造成新磨村62户120余人被掩埋，至27日上午10时10人遇难73人失踪35人确认安全。截止26日堰塞的河道已疏浚200米。
茂县地处四川盆地西北缘，叠溪镇位于茂县县城北的213国道兰磨段旁，新磨村位于叠溪镇西北直线距离4公里的104乡道处，南临和尚寨沟，北临松平乡松坪沟景区。地质上茂县位于龙门山断裂带，叠溪镇及下辖新磨村也位于松坪沟断层上，历史上叠溪镇在1933年发生了7级左右大地震。2014年7月在213国道石大关乡处发生了山体滑坡。国土资源部地质灾害应急技术指导中心常务副主任田廷山认为，2008年汶川大地震后，四川山体稳定性和力学性质处于下降状态，因此易发生山体垮塌事件。四川省地质灾害应急专家裴向军则表示叠溪地震对山体稳定性造成的破坏比汶川大地震更严重。而山体垮塌前四川已进入持续降雨时期，茂县所处的川西高原降雨日数增多，自20日开始茂县处于小雨天气，累计雨量较大。

## 反应
同其他重大灾害事故一样，此次茂县救灾工作中中国中央政府和地方政府一直扮演主导角色。中共四川省委、省政府与阿坝州政府多位最高层领导，包括省委书记王东明与副书记兼省长尹力等先后到达灾区指挥抢险救援工作。国务委员兼国家减灾委主任王勇受国务院指派后到达现场指导抢险救援工作。茂县县委依托新浪微博平台跟进救援进展情况。中共中央总书记习近平与国务院总理李克强都作出相应批示与指示，要求全力组织搜救，尽力减少人员伤亡。事发后当日15时滞留在松坪沟的百余名游客被安全转移，26日最后13名游客在确认后安全转移。灾后两天后的26日阿坝州政府经官网向社会公示遇难和失踪的118人的名单。
四川省交通运输厅协调抢修公路。四川高速公路管理单位实行抢险救援车辆免费放行，对成都绕城高速都江堰方向、成灌高速都江堰方向和都汶高速都江堰方向实行全线交通管制。西部战区联指中心也启动应急救援预案，曾参加汶川地震救援的第77集团军某陆航旅组织开赴灾区，提供现场救援力量3支共365人和机动力量3支42人。武警水电部队救援队伍动用大型挖掘装备开挖滑坡核心区以及利用雷达生命探测仪搜救掩埋人员。武警黄金部队负责地质灾害进行勘测排查工作，为救援与防灾提供重要地质信息数据。国家邮政局负责保持通信渠道通畅。国家安全监管总局动用s-sar边坡合成孔径雷达动态监测滑坡体。救援中亦出现事故，在26日物资运输后回撤中发生追尾事故，致使一重庆藉武警战士抢救无效身亡。
经四川移动和四川电信抢修，25日16时45分四川移动茂县滑坡区通信能力恢复至灾前水平，17时15分当地电信固网、宽带、C网、4G基站功能恢复，至此当地通信全面恢复。民间来自成都与当地一酒店有合作的一摄影师留下了灾前的影像，他还与太平乡景探自媒体纠正了之前在网络上流传的错误照片。因为新磨村是个普通的村落，网络上有关村落的照片十分稀少。
四川省测绘地理信息局在25日完成新磨村6·24山体垮塌灾情示意图。